# Vieux-Fort

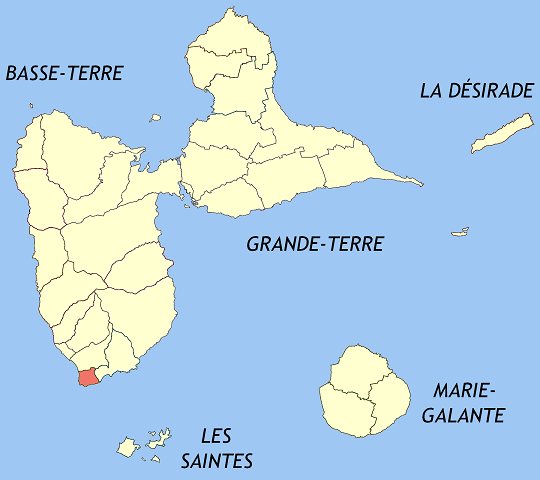
Ubicació de Vieux-Fort dins de Guadalupe

Vieux-Fort  és un municipi francès, situat a Guadalupe, una regió i departament d'ultramar de França situat a les Petites Antilles. L'any 2006 tenia 1.741 habitants. Limita al nord amb Gourbeyre i a l'est amb Trois-Rivières.

## Demografia
| 1.603                                      | 1.741 |
| Des de 1962: població sense dobles comptes |       |

## Administració
| Període | Identitat       | Partit        |
| ------- | --------------- | ------------- |
| 2008-   | Nérée Bourgeois | Divers gauche |